# Совість (фільм, 1968)
«Совість» — український радянський художній фільм 1968 року режисера Володимира Денисенка. Стрічку створено на «Кіностудії імені Олександра Довженка» силами студентів режисерського та акторського курсів Київського державного інституту театрального мистецтва імені Карпенка-Карого. Сергій Параджанов вважав стрічку однією з найкращих в історії українського кіно. Фільм був заборонений, довгий час вважався втраченим. Перший показ відбувся лише в 1991 році.
Займає 24-ту позицію у списку 100 найкращих фільмів в історії українського кіно.

## Синопсис
Дія відбувається під час Другої світової війни в окупованій німцями Україні. В захопленому селі німецький комендант, офіцер вермахту, розстрілює зв'язаних мирних жителів, їхні трупи кидають до ями.
Чоловік Василь і неназвана жінка прокидаються вранці в одному ліжку. Василь одягається і йде, а жінку потім забирає поліцай на мотоциклі, бо вона працює у німців перекладачкою. Ворожий комендант розмовляє німкенею, їсть груші в чужому саду. За ними спостерігає невідомий чоловік (ним потім виявляється Василь) і стріляє, але не влучає та ховається. Комендант, за посередництва перекладачки, наказує поліцаям, набраним з місцевих жителів, за три дні знайти нападника, інакше їх усіх розстріляють. Коли вони йдуть, комендант поправляє перекладачку, що його умова дещо інша — розстріляють не тільки поліцаїв, а всіх селян.
Згодом Василь із товаришем їдуть уздовж дороги на велосипеді. Їх зупиняє авто, з якого виходить комендант і помічає в одного з них револьвер. Починається бій, Василь зчіплюватися з комендантом, поки другий чоловік знімає автомат з запобіжника. Він убиває коменданта, проте Василя ранять, а решта німців тікає. Товариш довго тягне пораненого полями, в одному місці їх підвозить на возі селянин. Біля одного з будинків, де мешкає жінка з двома дітьми, чоловіки зупиняються, жінка допомагає промити рани пораненому. Пізніше до будинку приходить інша жінка, дружина поліцая; дві жінки та двоє чоловіків сидять за столом. Вночі чоловіки йдуть, біля річки вони вбивають двох поліцаїв, які їх упізнали.
Зранку німці збирають на площі всіх мешканців села та вимагають впізнати велосипед та інші речі вбивць коменданта. Двоє партизанів спостерігають за цим із кущів. Ніхто не називає імен, і кількох селян розстрілюють, погрожуючи наступного ранку розстріляти решту.
Вночі Василь каже товаришеві, щоб той знайшов і привів інших партизанів, проте коли товариш намагається пройти під мостом, німці його вбивають. Поранений заходить до кількох будинків. У хаті селянки, у якої вони були вдень, він застає господиню, яка нерухомо дивиться на грубку, де спить тільки її син — її доньку розстріляли зранку. У її сусідки, дружини поліцая, у кімнаті лежить його труп. Вона каже партизану, що через нього завтра розстріляють сто людей. Василь заходить до будинку перекладачки та прощається з нею. Вранці він, після вагань, йде до комендатури та здається, щоб врятувати селян. Там його допитують, але німець, який проводить допит, не вірить йому і вважає, що той шукає смерті.
Усіх мешканців збирають біля яру та розстрілюють. Перекладачка починає плакати й кричати, і її також застрелюють. Останнім убивають Василя. Коли німці йдуть, з-під купи тіл вибирається хлопчик і тікає. За якийсь час він сидить на тлі водоспаду, а в небі летять зграї птахів.

## У ролях
- Анатолій Соколовський — Василь
- Валентина Гришокіна — жінка поліцая
- Василь Богост — епізодична роль
- Віктор Маляревич — епізодична роль
- Володимир Денисенко — епізодична роль
- В'ячеслав Криштофович — епізодична роль
- Галина Долгозвяга — епізодична роль
- Галина Нехаєвська — епізодична роль
- Дмитро Дєєв — епізодична роль
- Любов Луць — епізодична роль
- Микола Гудзь — Ріхтер
- Микола Олійник — епізодична роль
- Никифор Колофідін — Якимов
- Ніна Реус — епізодична роль
- Олександр Денисенко — епізодична роль хлопчика
- Олександр Дєдух — епізодична роль
- Тетяна Турик — епізодична роль

## Знімальна група
- Режисер-постановник: Володимир Денисенко
- Сценаристи: Василь Земляк, Володимир Денисенко
- Оператор-постановник: Олександр Деряжний
- Режисери: Олекса Мороз, В'ячеслав Криштофович, Олександр Мельник, Олександр Кибальник
- Оператор: Микола Шибаєв
- Звукооператор: Анатолій Чорнооченко
- Монтаж: Тамара Бикова
- Консультант: Ілля Вацик
- Музичне оформлення з творів: Криштофа Пендерецького, Жоззефа Баккі, Мирослава Скорика

Відновлення та нова редакція фільму (1989):
- Режисер-постановник: Олександр Денисенко
- Оператор-постановник: Олександр Деряжний
- Звукооператори: Анатолій Чорнооченко, Юрій Вінарський
- Монтаж: Наталія Боровська
- Редактор: Володимир Чорний
- Директор картини: Віктор Циба

## Створення
Режисер «Совісті» Володимир Денисенко, бувши студентом, у 1948 році був заарештований та ув'язнений на п'ять років виправно-трудових за сфабрикованим звинуваченням в «українському буржуазному націоналізмі». 1956 року його було реабілітовано, Денисенку вдалося повернутися до інституту імені Карпенка-Карого та зняти низку фільмів: «Солдатка» (1959), «Сон» (1960), «Роман і Франческа» (1964). Також він попрацював асистентом Марка Донського на зніманні фільму «Дорогою ціною» (1957) та проходив стажування в Олександра Довженка. Попередній фільм Денисенка «На Київському напрямку» (1968) також описував події Другої світової війни.
«Совість» фільмувалася Денисенком зі студентами інституту імені Карпенка-Карого під час їхньої літньої практики. Фільм знімався без бюджету, а вся знімальна група жила в реальному селі. Місцеві жителі надавали їм проживання та харчі, а знімальна група допомагала їм у господарстві. Оператор Олександр Деряжний зняв події у чорно-білій палітрі, що виражає ворожість навколишнього світу. У ролі хлопчика, який єдиний вижив у фіналі, знявся син режисера, Олександр Денисенко.

## Реліз
«Совість» було недопущено до показу в СРСР. За «Перебудови» Олександр Денисенко шукав її копії спільно з Миколою Олійником — студентом свого батька, котрий грав у фільмі роль поліцая. Всі кіноплівки з фільмом, крім однієї, були до того часу знищені, пущені на переробку чи порізані на наочний матеріал для студентів. Останнім відомим місцерозташування вцілілої копії була Спілка кінематографістів 26 жовтня 1986 року. Проте ця копія виявилася вкрадена, через що розпочалося кримінальне розслідування. Восени 1988 року її підкинули вночі під двері фільмосховища кіностудії Довженка. За ініціативи Олександра Денисенка було отримано фінансування на реставрацію і нову редакцію фільму. Кошти виділив Юрій Олененко, голова Держкіно УРСР.
Фільм відновлено на кіностудії ім. О. Довженка у 1989 році. Уперше його показали 1991 року на Першому Всеукраїнському кінофестивалі в Києві, де стрічка отримала Приз журі кінокритиків.

## Сприйняття
Згідно з описом Довженко-центру, «„Совість“ стала більш чесним, камерним та радикальним продовженням попереднього фільму режисера — „На Київському напрямку“ (1968), також присвяченого подіям Другої світової».
Сергій Тримбач, голова Національної спілки кінематографістів України, вважав, що «Совість» не допустили до показу з причини філософського спрямування фільму, чужого радянській ідеології. Це був екзистенціалізм, де людина, позбавлена вибору та підтримки, сама обирає як їй вчинити. В фільмі також відсутні такі постаті, як комісар чи партійний представник, які могли б спрямувати протагоніста. Тримбач писав, що «„Совість“ не мав жодних шансів вийти на екрани. Тим більше, що у серпні 1968-го радянські танки увійшли до Чехословаччини, за чим відбулися нові репресії щодо діячів культури».
У книзі американських критиків Ендрю Гортона та Майкла Брашинського зазначено, що з фільму не слідує належність показаних партизанів до комуністів. Ймовірно, вони є українськими націоналістами.